# Taurou
Der Taurou ist ein Fluss in Frankreich, der im Département Hérault in der Region Okzitanien verläuft. Er entspringt im Regionalen Naturpark Haut-Languedoc, im Gemeindegebiet von Caussiniojouls und ändert im Oberlauf mehrfach seinen Namen (Ruisseau de Sainte Bauzille, Ruisseau de Balioux, Ruisseau des Lantillières, Ruisseau de la Vallongue). Der Fluss entwässert in generell südlicher Richtung durch die Landschaft Minervois und mündet nach 25 Kilometern im Gemeindegebiet von Thézan-lès-Béziers in einem Feuchtgebiet als linker Nebenfluss in den Orb.

## Orte am Fluss
(in Fließreihenfolge)
- Caussiniojouls
- Saint-Geniès-de-Fontedit
- Murviel-lès-Béziers
- Thézan-lès-Béziers